# Trainingslehre
Trainingslehre ist die Lehre der Vermittlung von Kenntnissen zur Durchführung eines sportlichen Trainings mit der Zielsetzung der Leistungssteigerung und/oder Erhaltung oder Verbesserung der Gesundheit (Fitness). Die Trainingslehre wird häufig auch als 'Meisterlehre' definiert, da sie sich auf Grund ihres vorwissenschaftlichen Charakters von der Trainingswissenschaft abhebt.
In der Trainingslehre werden allgemein gültige sportartübergreifende Trainingsprinzipien, Trainingsmethoden und Trainingsinhalte  beschrieben.
Die Durchführung wird auf der Grundlage von didaktischen und pädagogischen Grundsätzen durchgeführt.
In der Trainingssteuerung werden physiologische Faktoren (Alter, Trainingszustand, Erholungsfähigkeit) berücksichtigt.
Die langfristige Trainingsplanung umfasst die Schritte der Istzustandanalyse, der Setzung von Trainingszielen, Umsetzung der Ziele durch Trainingseinheiten, Trainingsplänen und Periodisierung des sportlichen Trainings zur Erreichung eines maximalen Leistungsvermögen zu einem bestimmten Zeitpunkt.

## Inhalte
- Verbesserung der physischen Leistungsfaktoren (Kondition)
  - Ausdauer
  - Kraft (Sport)
  - Schnelligkeit
  - Beweglichkeit
  - Koordination
- Verbesserung der taktisch-kognitiven Fähigkeiten
- Verbesserung der psychischen Fähigkeiten
- Verbesserung der Rahmenbedingungen
- Verbesserung der Technik